# José Poy
José Poy (Rosario, 11 april 1926 - São Paulo, 8 februari 1996) was een Argentijns voetbaldoelman en trainer.

## Biografie
Poy begon zijn carrière bij Rosario Central uit zijn thuisstad en speelde ook kort voor Banfield. In 1948 maakte hij de overstap naar het Braziliaanse São Paulo, waar hij tot het einde van zijn carrière zou spelen. Hij staat in de top tien van spelers met de meeste wedstrijden voor de club en won hij vier keer het Campeonato Paulista. In 1954 werd hem gevraagd of hij de Braziliaanse nationaliteit wou aannemen zodat hij voor dat land kon spelen op het WK, maar hij ging hier niet op in.
Na zijn spelerscarrière werd hij trainer en trainde hij vooral São Paulo in verschillende periodes. In 1975 won hij het Campeonato Paulista met de club en werd ook vicelandskampioen met de club en bereikte in 1974 met hen de finale van de Copa Libertadores. Hij coachte ook nog Portuguesa en XV de Jaú. In 1994 kreeg hij een beroerte, maar ondanks dat gaf hij nog training in een rolstoel. Zijn gezondheid ging echter achteruit en in februari 1996 overleed hij op 69-jarige leeftijd.